# Maurersche Fleckung
Unter Maurersche Fleckung oder "Maurer’sche Spalten" versteht man große Flecken von unregelmäßigem Umriss bei gefärbten Plasmodium falciparum Blutausstrichen oder dicken Tropfen. 
Manchmal sind auch spalten- und röhrenförmige Strukturen im Parasit bzw. in der parasitophoren Vakuole sichtbar. Die Maurersche Fleckung ist ein Merkmal bei der Malaria-Diagnose (Blutuntersuchung). Bei den Flecken handelt es sich um das Malariapigment (abgebautes Hämoglobin) im Erythrozyten-Zellplasma, wahrscheinlich auch in Verbindung mit Proteinen und Lipiden.
Auch wenn Schizonten bei P. falciparum selten vorkommen, ist die Maurersche Fleckung ein Indiz für eine Malaria tropica. Sie unterscheidet sich deutlich von der Schüffnerschen Tüpfelung, die bei Plasmodium vivax und bei Plasmodium ovale ebenfalls im Zellplasma des Erythrozyten zu finden ist, und wesentlich feiner und in größerer Anzahl vorhanden ist als die Maurersche Fleckung bei P. falciparum.
Jedoch tritt in den wenigsten Blutausstrichen von P. falciparum die Maurersche Fleckung deutlich zu Tage, da meist nur junge Trophozoiten (junge Siegelringstadien) und nur sehr selten ältere Trophozoiten oder gar Schizonten in den Blutausstrichen zu finden sind. Das liegt an der Fähigkeit des Parasiten P. falciparum, den Erythrozyten dazu zu veranlassen, Zelladhäsionproteine zu bilden. Mit diesen binden sich befallene Erythrozyten an die Endothelien von Kapillaren (Cytoadherenz), so dass sie im fließenden Blut nicht mehr vorhanden sind. Die älteren Trophozoiten, die eher eine stärkere Maurersche Fleckung besitzen, sind folglich meist nicht im Blutausstrich auffindbar.